# Црква Успења Пресвете Богородице у Јабланици
Црква Успења Пресвете Богородице у Јабланици, насељеном месту на територији општине Горњи Милановац, припада Епархији жичкој Српске православне цркве.
Црква посвећена Успењу Пресвете Богородице подигнута је, на месту старијег храма, у периоду од 2008. до 2018. године, када је и освећена од Епископа жичког Јустина.